# Phyllocnistis nymphidia
Phyllocnistis nymphidia är en fjärilsart som beskrevs av Turner 1947. Phyllocnistis nymphidia ingår i släktet Phyllocnistis och familjen styltmalar. Inga underarter finns listade i Catalogue of Life.